# Fran Binički
Fran Binički (Malo selo, Mušaluk kraj Gospića, 11. srpnja 1875. – Gospić, 1. svibnja 1945.) bio je hrvatski katolički svećenik, filozof, novinar, esejist, povjesničar i prevoditelj.

## Životopis
Rođen je 1875. u zaseoku Mušaluku blizu Ličkog Osika. Osnovnu školu završio je u Ličkom Osiku, a gimnaziju u Gospiću. Zatim odlazi u senjsku bogosloviju. Zaređen je za svećenika 1899. godine. Najprije je bio nadstojnik senjskog Ožegovićianuma, a zatim kapelan u Novom Vinodolskom. Nakon toga odlazi na daljnji studij u Innsbruck u isusovačko teološko učilište Canisianum.
Doktorirao je 1902. godine i vratio se u Senj. Tamo je imenovan za sjemenišnog duhovnika i za profesora crkvenog prava i povijesti, a malo kasnije i za profesora staroslavenskog jezika. Nakon zatvaranja senjskog sjemeništa 1919. godine imenovan je župnikom u Lici, u Širokoj Kuli.
Nakon pet godina premješten je za župnika u Lički Osik. Godine 1934. osuđen je i 14 je mjeseci proveo u zatvoru u Srijemskoj Mitrovici.
Bio je članom gospićkog kluba Stranke prava. S njime su surađivali Marko Došen i Bogdan Ogrizović.
Binički je bio vatreni pravaš što ga je stajalo i zatvora u međuraću. Blizak Antunu Mahniću u vodstvu i organizaciji Hrvatskog katoličkog pokreta.
Pisao je pjesme, eseje i polemike, bavio se novinarstvom. Bio je vrstan prevoditelj, jer je znao grčki, latinski, njemački, francuski, talijanski, španjolski, engleski, ruski, poljski, češki i bugarski jezik.
Nakon zauzimanja Gospića i ulaska u grad 4. travnja 1945., partizani su u dvije godine u Gospiću i neposrednoj okolici gradića, na razne načine ubili više od 3500 nevinih osoba. Ista sudbina snašla je i Biničkog.
Uhitili su ga i zatvorili u kaznionicu, gdje je obolio od tifusa, pa još neosuđenog iz gospićke kaznionice sa zakašnjenjem prebacili u gospićku bolnicu, gdje je 1. svibnja 1945. umro u mukama. Tijelo su mu prijatelji prokriomčarili da ne bi bilo oskvrnuto nego dostojno pokopano. Pod plastom sijena kriomice su prevezli i pokopali uz grob njegovih roditelja na katoličkom groblju u Ličkom Osiku, nedaleko od rodnoga mušalučkoga Malog sela. Prozorski zastor za pokrov pokojnom župniku Biničkom poklonila je Katinka Zdunić iz bolničkog susjedstva, a njegovo "otmicu" iz gospićke bolnice pomogao je ondašnji ravnatelj dr. Dane Vuković, kojeg su Židovi nekoliko desetljeća kasnije proglasili pravednikom među narodima.

## Djela
- Grgur Ninski (1900.), stihovi[6]
- Ante Starčević (1900.)[7]
- Glasi iz davnine za razgovor hrvatskome puku (1901.), stihovi[8]
- Senjkinja (1905.), stihovi[9]
- Katarina, kraljica bosanska (1906.), stihovi[10]
- Zlatno veslo (1907.), stihovi[11][12]
- Tvrtko : epska pjesan (1908.)[13]
- Krštenje Hrvata (1910.), stihovi[14]
- Leonovo društvo i Enciklopedija (1913.)[15]
- Katolička Crkva i znanost (1923.)[16]
- Predziđe kršćanstva : povijest katoličke Hrvatske (1924.)[17]
- Kule u zraku (1926.), pripovijest[18]
- Ivan Hrvaćanin : roman iz hrvatske prošlosti (1931.)[19]
- Na ruševinama : pripovijest iz Like u nedavnoj prošlosti (1940.)[20] (elektronička inačica)
- Moje tamnovanje (1941.)[21] (elektronička inačica)

### Članci
- Bozanić, Anton. 2007. Senjska bogoslovija i razvoj Hrvatskog katoličkog pokreta. Riječki teološki časopis. Riječki teološki časopis. Rijeka. 30 (2): 309–323

## Vanjske poveznice
Mrežna mjesta
- Binički, Fran, Hrvatski biografski leksikon
- Objavljene slikovnice o svećeniku Franu Biničkom, IKA, 24. travnja 2022.